# 白粉病

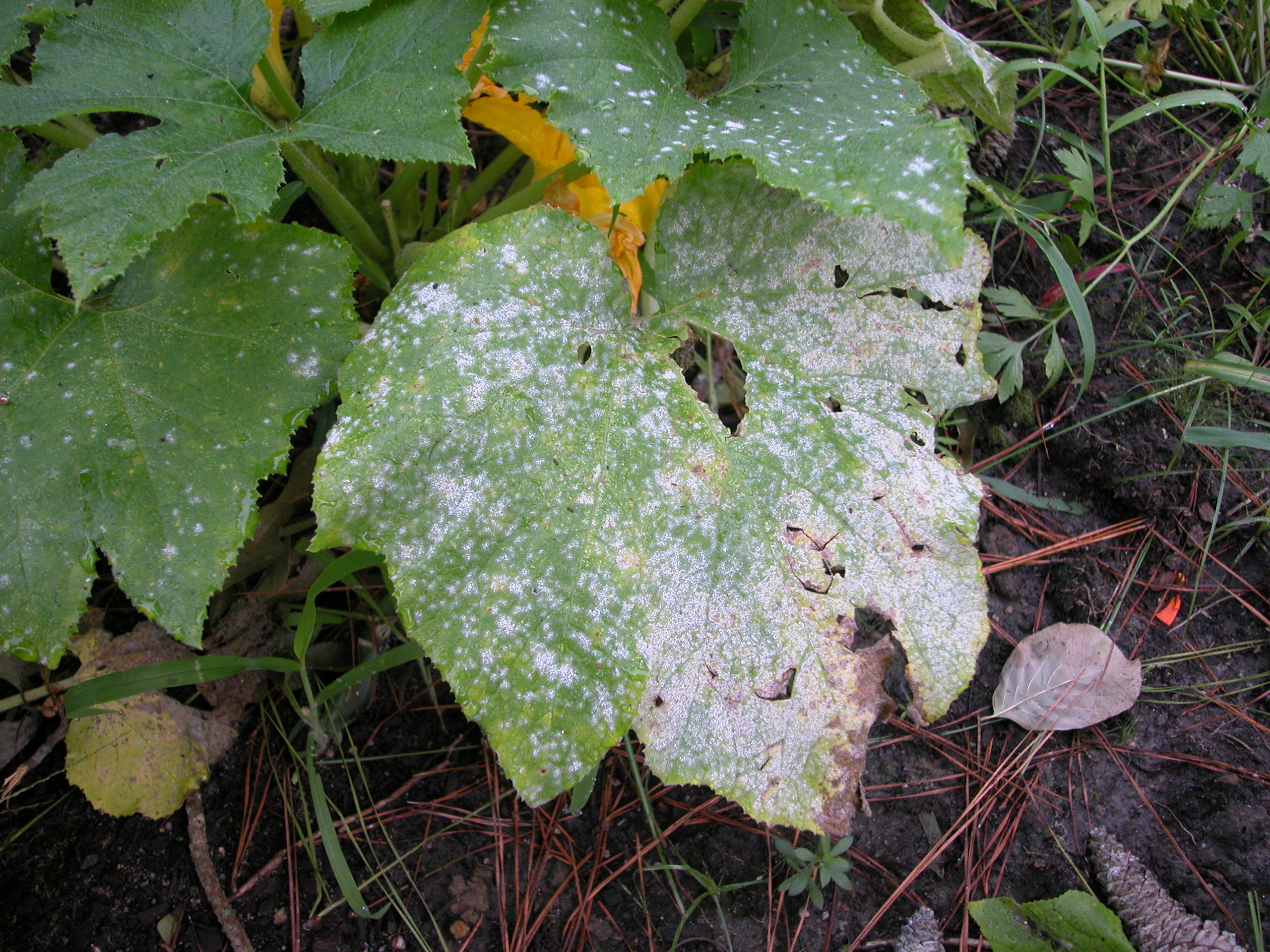
南瓜葉感染白粉病情形

白粉病（英語：Powdery mildew）為一種植物常見的真菌性病害，是由不同種類的白粉病原菌所引起，植物受其感染之後，其葉片及枝條上會產生白色粉末狀的斑點，因此白粉病是比較容易發現的植物病害之一。白粉病源菌適合生長在濕度高、葉面無水滴以及適溫下，在植株的地上部任何位置皆可能出現病徵，但通常位於低矮處的病徵較為明顯，隨著病情發展，原先的粉末斑點會逐漸擴大而且變密集，並產生大量的無性胞子，使病徵蔓延到植株的其他位置。
在農業經營上，有關白粉病的防治與控管相當重要，因為此植物病害會嚴重影響到作物產量，一般可以透過栽培法的細心控制、噴灑化學農藥、提高植物基因耐受力等方法進行白粉病防治。
白粉病是园林植物上发生的一种较为普遍的侵染性病害，病原菌主要危害植物的嫩叶、幼芽、嫩梢和花蕾，从而抑制植物光合作用，削弱植物的生长势。在叶上初为褪绿斑，继而长出白色菌丝层，并产生白粉状分生孢子，在生长季节可多次进行再侵染，有时后期可在病部产生黑色小点，影响开花，降低观赏价值，严重时甚至引起植物死亡。引起园林植物白粉病的常见病原菌是白粉菌属、单囊壳属、内丝白粉菌属、叉丝壳属、叉丝单囊壳属。主要为害杨树、垂柳、碧桃、蔷薇、大叶黄杨、月季、紫薇、丁香、牡丹、芍药、菊花以及草坪等多种园林植物。

## 繁殖
白粉病真菌只能在活细胞宿主上进行有性和无性繁殖。

## 传播媒介
孢子通常由气流从增殖部位带到新的感染部位。

## 常规化学防治
建议在首次发现症状和迹象时就要开始。
三唑酮和丙环唑可控制，六唑、腈菌唑和戊康唑也可以控制。

## 非常规化学控制
牛奶、天然硫黄、碳酸氢钾、金属盐和油。
牛奶用水稀释（通常1：10），喷洒在易受感染的植物上，每周反复使用可以控制或消除疾病。研究表明，在较高浓度下，优于苯菌灵和芬尼莫尔。一个已知的影响是，乳清中的铁球蛋白，在阳光照射下会产生氧自由基，这些自由基会对真菌造成损害。
碳酸氢钾是一种对白粉病有效的低毒杀菌剂。
硅酸钙也是一种非常规的化学处理方法。经过硅处理的小麦表皮细胞对白粉病的敏感性较低。